# Восейський район
Восе́йський район (тадж. Ноҳияи Восеъ) — адміністративний район у складі Хатлонської області Таджикистану. Адміністративний центр — селище Восе, розташоване за 18 км від Кулоба.

## Географія
Район маю невелику площу і займає гірські рівнини Західного Паміру, знаходиться тим самим у долині річки Вахш та на південно-західних схилах Дарвазького хребта. Територією протікає річка Яхсу, яка в межах району утворює Кулобську долину. На заході район обмежений Вахським хребтом, на сході — передгір'ями Хазратішох. Рельєф району представлений надзаплавними та заплавними терасами, схили гір вкриті рослинністю, рівні долини зайняті полями та садами, з висоти 1600 м починається лісочагарниковий пояс. Найвищою точкою району є гора Хазратішох висотою 4088 м, найнижчою точкою — 405 м є береги річки Кизилсу.
На півночі межує з Темурмаліцьким та Ховалінзьким, на заході — з Дангаринським, на півдні — з Фархорським та імені М. С. А. Хамадоні, на сході — з Кулобським районами Хатлонської області.
Клімат району субтропічний та посушливий, опадів випадає 350—400 мм. Основна кількість приходиться на весну та зиму. В цей час активні Індійські циклонічні утворення можуть приносити сюди вологі повітряні маси. Температура січня становить -3…-5 °C, в горах до -14…-18 °C. Літо спекотне, температура часто перетинає вдень +40 °C, пересічна у липні становить +27…+29 °C. Осінь прохолодна, у жовтні температура сягає +17…+19 °C, перші заморозки в горах проявляються у кінці жовтня.

## Історія
Землі району розташовані в межах історичної області Бактрії, де в межах Кулобської долини знаходиться древній зороастрійський центр землеробства. Протягом століть цей край зазнавав багато завойовників, владування різних царських династій, в тому числі й незалежного Хатлону. У XIX столітті ці землі були окремим володінням бухарських емірів, а з XX століття землі перебували під протекторатом Росії.
Чудовим пам'ятником середновічного будівництва є фортеця Хулбук, розташована на території села Курбоншахід, що за 7 км на південний захід від районного центра. Древнє городище займає територію 70 га і знаходиться у списку кандидатів Світової спадщини ЮНЕСКО. В IX–XIII століттях Хулбук був столицею намісників середньоазійських імперій, які володіли регіоном. Її унікальність полягає не лише в багатих археологічних знахідках, а й у збереженому настінному розписі, техніка і мотиви якого використовувались тут ще до приходу сюди ісламу. На сьогодні збереглась лише фортеця IX століття, палац князів Хатлона та деякі археологічні фрагменти старого міста. Ці об'єкти охороняються як історичний заповідник-музей, де зібрана велика колекція речей, знайдених при розкопках городища, і створена картинна галерея сучасного образотворчого мистецтва.
Район утворений 19 серпня 1957 року у складі Кулябської області Таджицької РСР як Аральський район, пізніше він був перейменований у район імені Восе, а 20 вересня 1961 року остаточно був перейменований на сучасну назву. Названий на честь керівника селянського повстання 1885 року проти влади Бухарського емірату. Раніше до складу району входила територія сучасних Ховалінзького та Балджувонського районів і його площа становила 3630,9 км2. Тоді до складу району входили 10 сільських рад: Аральська, Гулістонська, імені Абулкосіма Лохуті, імені І. В. Мічуріна, Мехнатободська, Пахтаободська, Пахтакорська, Тугарацька, Ховалінзька, Шугновська.

## Населення
Населення — 198600 осіб (2016; 187300 в 2013; 183200 в 2012, 179100 в 2011, 173700 в 2010, 170500 в 2009, 168200 в 2008, 166100 в 2007, 147637 в 2002, 95100 в 1977).
Національний склад станом на 1977 рік — таджики 82,5 %, узбеки 14,8 %, росіяни та інші.

### Найбільші населені пункти
| №  | Населений пункт | Населення, осіб (2009) | Населення, осіб (2010) |
| -- | --------------- | ---------------------- | ---------------------- |
| 1  | Восе            | -                      | -                      |
| 2  | Кадучі          | 9925                   | 9961                   |
| 3  | Курбоншахід     | 8460                   | 8470                   |
| 4  | Окджар          | 7464                   | 7467                   |
| 5  | Ґулістон        | 5725                   | 5743                   |
| 6  | Хулбек          | 4626                   | 4665                   |
| 7  | Заркорон        | 4405                   | 4516                   |
| 8  | Туґарак         | 3984                   | 4191                   |
| 9  | Тоскала         | 4156                   | 4166                   |
| 10 | Чорбог          | 4015                   | 4034                   |

## Адміністративний поділ
Адміністративно район поділяється на селище Восе та 7 джамоатів, до складу яких входить 69 сільських населених пунктів:
| Район                             | Площа, км² | Населення, осіб (2002) | Населення, осіб (2009) | Населення, осіб (2010) | Центр       | Населені пункти |
| --------------------------------- | ---------- | ---------------------- | ---------------------- | ---------------------- | ----------- | --------------- |
| Восе                              | -          | 19332                  | -                      | -                      | Восе        | 1 селище        |
| Ґулістонський джамоат             | -          | 17710                  | 21875                  | 21976                  | Курбоншахід | 7 сіл           |
| імені Абді Авазова джамоат        | -          | 13859                  | 16462                  | 16646                  | Ґулобод     | 9 сіл           |
| імені Абуабдулло Рудакі джамоат   | -          | 7787                   | 8417                   | 8265                   | Анорістон   | 4 села          |
| імені Міралі Махмадалієва джамоат | -          | 25339                  | 28772                  | 28938                  | Окджар      | 12 сіл          |
| імені Мірзоалі Вайсова джамоат    | -          | 23605                  | 28110                  | 28277                  | Кадучі      | 9 сіл           |
| імені Худойора Раджабова джамоат  | -          | 18165                  | 21794                  | 22376                  | Осмонбіка   | 16 сіл          |
| Туґарацький джамоат               | -          | 21840                  | 26092                  | 26572                  | Туґарак     | 12 сіл          |

## Персоналії
Відомими уродженцями району є:
- Міралі Махмадалієв (1914-2002) — організатор сільського господарства
- Мірзоалі Вайсов (1914) — таджицький політичний діяч
- Нурулло Абдулхаєв (1962-1982) — воїн-інтернаціоналіст
- Раджабалі Піров (1960-1980) — воїн-інтернаціоналіст